# Nikolaj Il'ič Podvojskij
Nikolaj Il'ič Podvojskij (in russo Никола́й Ильи́ч Подво́йский?; Kunašovka, 16 febbraio 1880, 4 febbraio del calendario giuliano – Mosca, 28 giugno 1948) è stato un politico sovietico.

## Biografia
Nato in un villaggio del Governatorato di Černigov nella famiglia di un maestro di scuola, studiò al liceo giuridico Demidovskij di Jaroslavl'. Nel 1901 entrò a far parte del Partito Operaio Socialdemocratico Russo e partecipò ai moti rivoluzionari del 1905-1907. Dopo la Rivoluzione di febbraio del 1917 fece parte del Soviet di Pietrogrado, diresse l'organizzazione militare del partito bolscevico e fu membro del suo Comitato cittadino nella capitale. A ottobre fu presidente del Comitato militare rivoluzionario di Pietrogrado e da novembre fino a marzo 1918 fu Commissario del popolo per gli affari militari della RSFS Russa, mentre dal gennaio dello stesso anno presiedette il collegio panrusso per l'organizzazione e la formazione dell'Armata Rossa.
Da marzo fu membro del Consiglio militare supremo della RSFS Russa e successivamente fece parte del Consiglio militare rivoluzionario della Repubblica (settembre 1918 - luglio 1919), fu Commissario del popolo per gli affari militari e marittimi della RSS Ucraina (gennaio-settembre 1919) ed ebbe ruoli direttivi in numerose altre istituzioni di carattere militare. Fu inoltre uno dei fondatori della pedagogia militare sovietica.